# Naturschutzgebiet Hessenkamp
Das Naturschutzgebiet Hessenkamp mit einer Größe von 53,53 ha liegt nordwestlich von Scharfenberg im Stadtgebiet Brilon. Das Gebiet wurde 2008 mit dem Landschaftsplan Briloner Hochfläche durch den Hochsauerlandkreis als Naturschutzgebiet (NSG) ausgewiesen. Das NSG gehört seit 2023 zum Vogelschutzgebiet Diemel- und Hoppecketal mit angrenzenden Wäldern.

## Gebietsbeschreibung
Beim NSG handelt es sich um einen Rotbuchenwald. Das Landesamt für Natur, Umwelt und Verbraucherschutz Nordrhein-Westfalen dokumentierte im Schutzgebiet Pflanzenarten wie Arnika, Aronstab, Bachbunge, Bitteres Schaumkraut, Bittersüßer Nachtschatten, Blauer Wasser-Ehrenpreis, Blutwurz, Breitblättriger Rohrkolben, Breitblättriges Knabenkraut, Brennender Hahnenfuß, Dornige Hauhechel, Echte Brunnenkresse, Echte Nelkenwurz, Echte Zaunwinde, Echter Baldrian, Echtes Mädesüß, Echtes Springkraut, Einbeere, Fransen-Enzian, Frauenfarn, Frühlings-Zahntrost, Fuchssches Greiskraut, Färber-Ginster, Geflecktes Knabenkraut, Geflügelte Braunwurz, Gegenblättriges Milzkraut, Gelber Eisenhut, Gewöhnliche Kreuzblume, Gewöhnliche Natternzunge, Gewöhnliche Pestwurz, Gewöhnlicher Blutweiderich, Gewöhnlicher Gilbweiderich, Gewöhnlicher Wasserhahnenfuß, Großer Klappertopf, Großes Hexenkraut, Gundermann, Hain-Sternmiere, Hallersche Schaumkresse, Herbstzeitlose, Keulen-Bärlapp, Kleine Wasserlinse, Kleiner Baldrian, Kleiner Dornfarn, Kleiner Orant, Knoblauchsrauke, Knotige Braunwurz, Kohldistel, Kuckucks-Lichtnelke, Kümmel-Silge, Moor-Birke, Mücken-Händelwurz, Quell-Sternmiere, Quendelblättrige Kreuzblume, Quirl-Weißwurz, Rote Lichtnelke, Rundblättrige Glockenblume, Schild-Ehrenpreis, Schilfrohr, Schmalblättriger Merk, Schmalblättriges Wollgras, Schwimmendes Laichkraut, Skabiosen-Flockenblume, Spitzlappiger Frauenmantel, Sumpf-Dotterblume, Sumpf-Helmkraut, Sumpf-Herzblatt, Sumpf-Labkraut, Sumpf-Pippau, Sumpf-Schachtelhalm, Sumpf-Storchschnabel, Sumpf-Ziest, Sumpffarn, Teich-Schachtelhalm, Teufelsabbiss, Ufer-Wolfstrapp, Wacholder, Wald-Engelwurz, Wald-Ziest, Wasserdost, Weiße Lichtnelke, Wiesen-Kerbel, Wiesen-Kümmel, Wiesen-Storchschnabel, Wilde Sumpfkresse und Zottiges Weidenröschen.
Es wurden im Gebiet die Tierarten Bachforelle, Blindschleiche, Eisvogel, Gebirgsstelze, Graureiher, Mädesüß-Perlmuttfalter, Neuntöter, Quappe, Schwarzstorch, Sumpfmeise und Wasseramsel nachgewiesen.

## Schutzzweck
Im NSG soll der Buchenwald geschützt werden. Wie bei allen Naturschutzgebieten in Deutschland wurde in der Schutzausweisung darauf hingewiesen, dass das Gebiet „wegen der Seltenheit, besonderen Eigenart und Schönheit des Gebietes“ zum Naturschutzgebiet wurde.
Der Landschaftsplan führt zum speziellen Schutzzweck auf: „Erhaltung und Optimierung von naturnahen, wahrscheinlich autochthonen Buchenbeständen einschließlich des auf sie angewiesenen Inventars an Tier- und Pflanzenarten (auch als ‚Trittsteinbiotope‘ zwischen den Großschutzgebieten im Arnsberger / Fürstenberger Wald); Schutz insbesondere der südlichen Teile des Gebietes aus wissenschaftlichen, naturgeschichtlichen und landeskundlichen Gründen; Sicherung von Waldbildern, die (insbes. in der Krautschicht) die inselhaft besonderen Standortbedingungen im großflächig umgebenden Arnsberger Schiefer sichtbar machen und damit zur landschaftlichen Vielfalt beitragen.“